# リセット・メレンデス
リセット・メレンデス (Lisette Melendez) は、プエルトリコ系のアメリカの歌手。ニューヨーク・イースト・ハーレムの出身。
本国では1991年にデビューした。日本では1994年に2ndアルバム「True To Life」と同時にデビュー。収録曲Goody Goodyが「グリグリ」、また、歌詞のフレーズの piece of my が「ピザまん」に聞こえ、「空耳ソング」として大ヒットし、日本国内で60万枚のヒットを記録するようになった。「Goody Goody」は日本ではセクシーメイツが工藤哲雄の日本語詞で「Goo・Lee・Goo・Lee」の曲名でカバーした。
その後、ラテンシンガーに転向し、現在に至っている。

## ディスコグラフィー
- Together Forever - 1991
アメリカではタイトル曲と「A Day In My Life(without you)」がビルボードのHot100にランクインし、アルバムも70万枚以上の売上を記録した。日本では次作のヒットを受けて、1994年7月にジャケットを変更して発売されている。
- True To Life - 1994
アメリカでは「グッディ・グッディ」がHot100にランクインしたのみで、前作ほどの成功にはならなかったが、日本では前述のとおり大ヒットとなり、オリコンの総合アルバムチャートで最高3位、オリコン洋楽アルバムチャートで1994年5月30日付から4週連続1位を獲得した[1]。

- Un Poco De Mi - 1998
全編スペイン語で歌われたサルサのアルバム。日本では「スパニッシュ・ハーレム」というタイトルでリリースされた。
- Imagination - 1998
レコード会社を移籍してリリースされた3枚目のオリジナルアルバム。アメリカと日本とではジャケットが異なる。
- Greatest Hits - 2000
日本未発売。「Together Forever」「True To Life」「Imagination」の3枚から14曲をセレクト。「グッディ・グッディ」も収録されている。